# دنيس وينستون
دنيس وينستون (بالإنجليزية: Dennis Winston)‏ هو لاعب كرة قدم أمريكية أمريكي، ولد في 25 أكتوبر 1955 في فورست سيتي في الولايات المتحدة.